# Choisya dumosa
Choisya dumosa är en vinruteväxtart som först beskrevs av John Torrey, och fick sitt nu gällande namn av Samuel Frederick Gray. Choisya dumosa ingår i släktet Choisya och familjen vinruteväxter.

## Underarter
Arten delas in i följande underarter:
- C. d. arizonica
- C. d. mollis